# 叶李壮故居
叶李壮故居，位于中国广东省云浮市新兴县船岗镇水眉村，为新兴县的一个县级文物保护单位，类型为近现代重要史迹及代表性建筑，公布时间为1987年12月。
叶李壮故居的历史年代为近代。